# Стадіо Беніто Стірпе
«Стадіо Беніто Стирпе» (також відомий як «Стадіо Казалено») — футбольний стадіон в італійському місті Фрозіноне, Лаціо.

## Історія
Спроєктований у середині 1970-х і побудований у другій половині 1980-х стадіон залишався недобудованим близько тридцяти років. Стадіон було добудовано між 2015 та 2017 роками з ініціативи місцевої футбольної команди «Фрозіноне Кальчо», яка виграла оренду стадіону від місцевої ради на 90 років, щоб замінити старий муніципальний стадіон.
Він вміщує 16 227 глядачів і є найбільшим стадіоном у провінції та третім у Лаціо.
Він названий на честь Беніто Стірпе, підприємця і голову ради директорів «Фрозіноне Кальчо» в 1960-х роках, і батька Мауріціо Стірпе, який замінив його на керівництві клубом.
Загальна вартість стадіону склала приблизно 20 мільйонів євро, з яких приблизно 15 мільйонів пішло на завершення будівництва у 2015—2017 роках.

## Споруди та обладнання
Стадіо Беніто Стірпе вміщує 16 227 місць розподілених між п'ятьма трибунами: «Головна трибуна», «Північна трибуна», «Східна трибуна», «Південна трибуна» та «Виїзна трибуна» (це південно-західний кут).

## Галерея

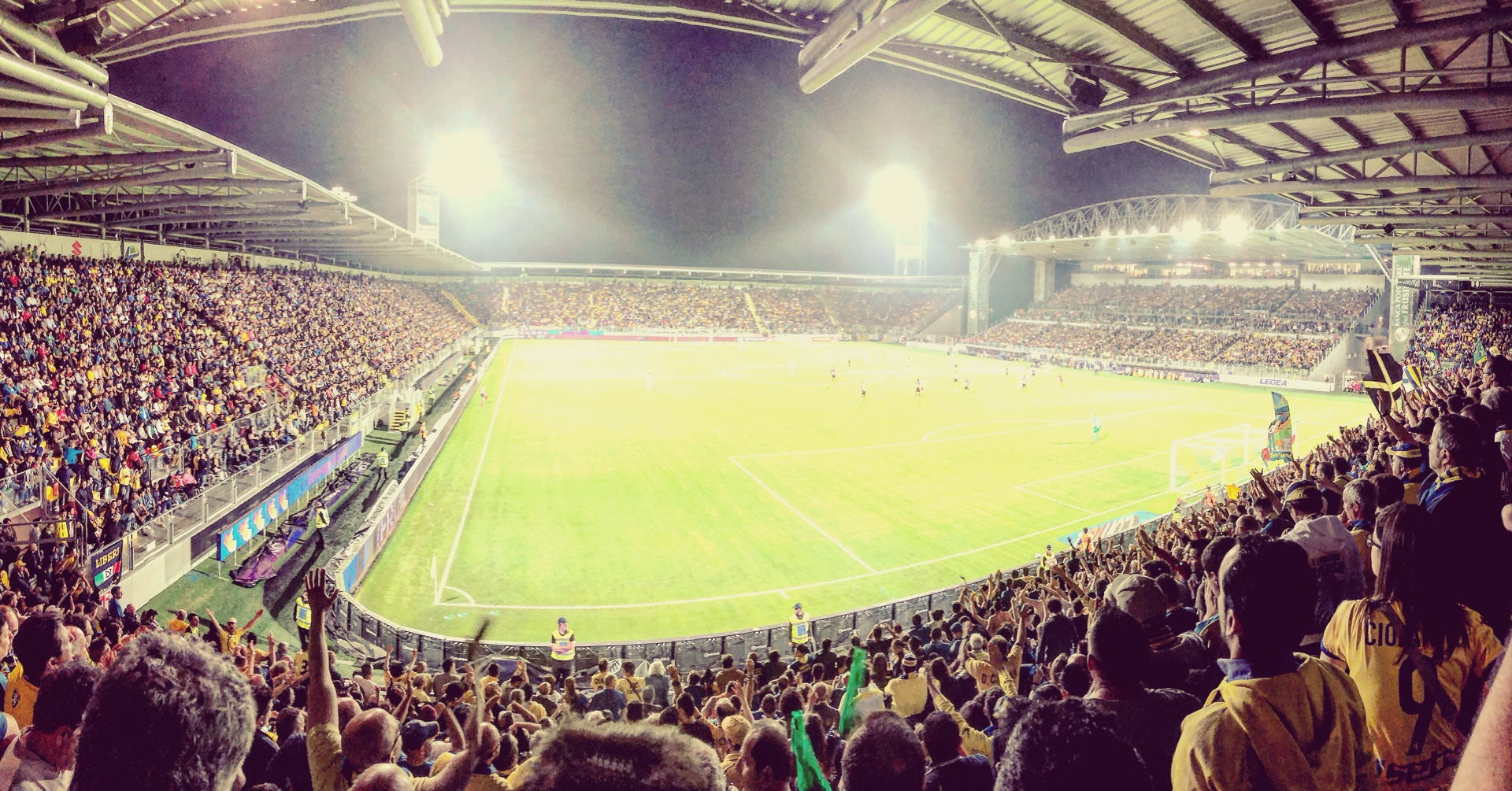
Стадіон
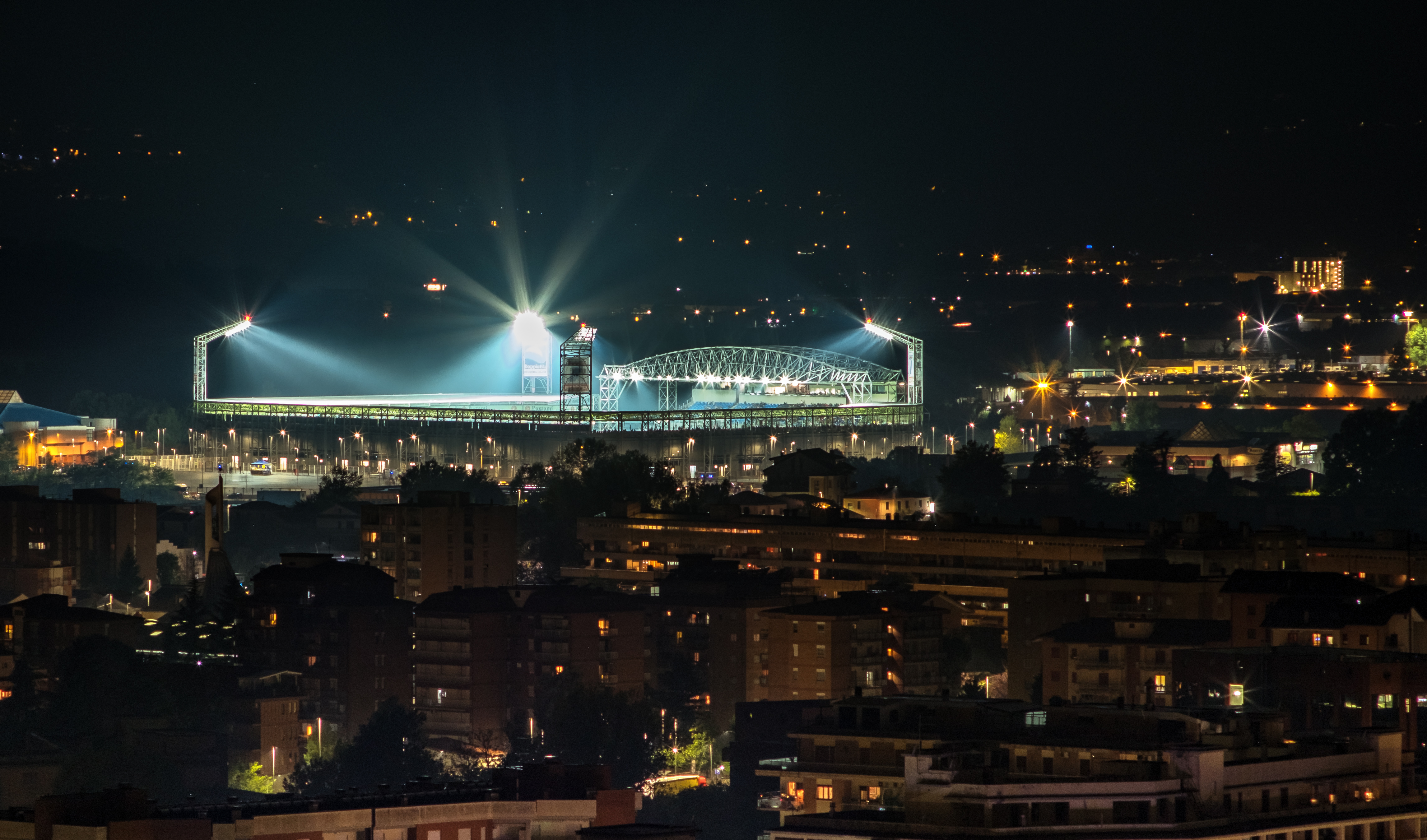
Стадіон
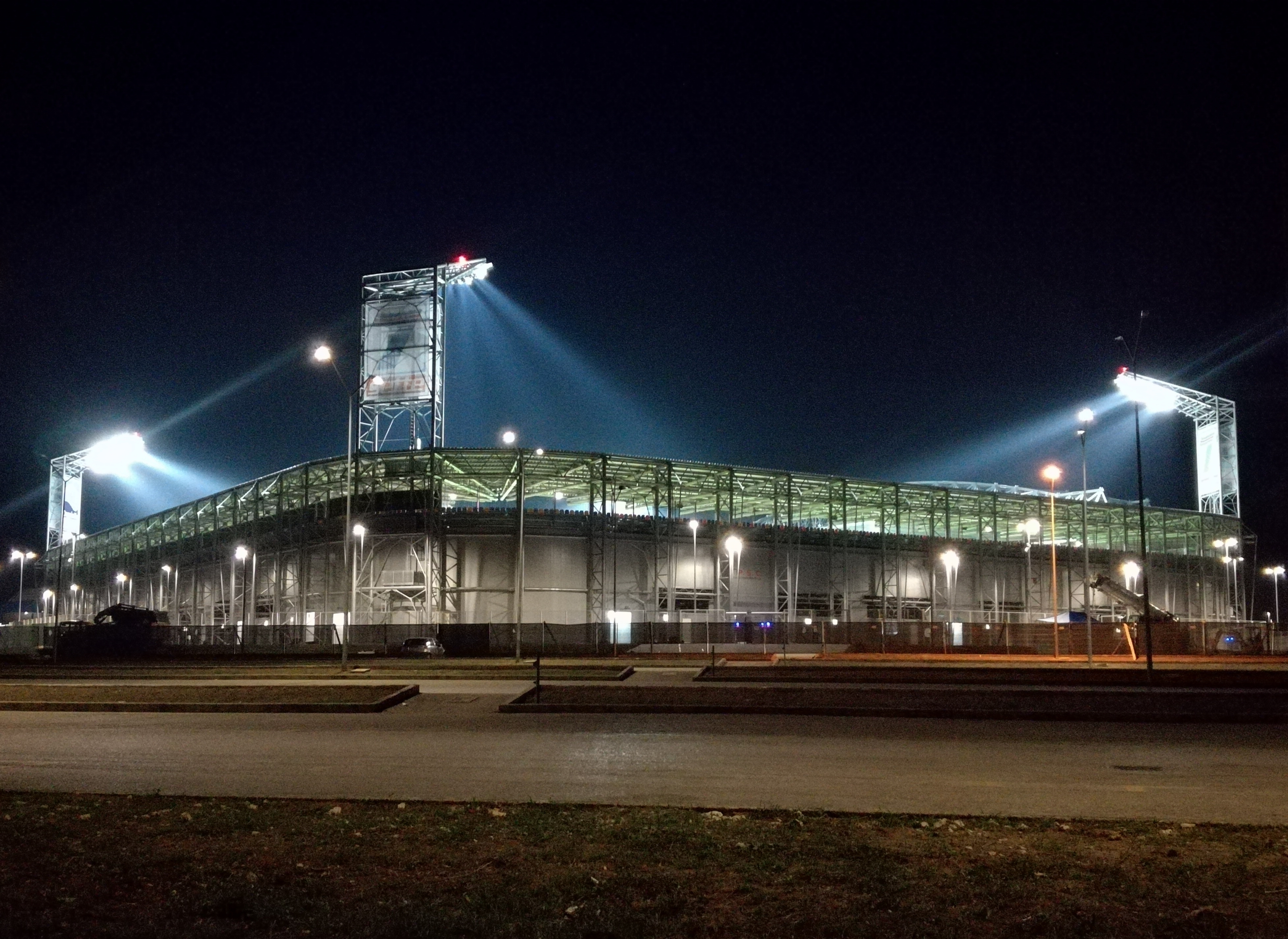
Стадіон
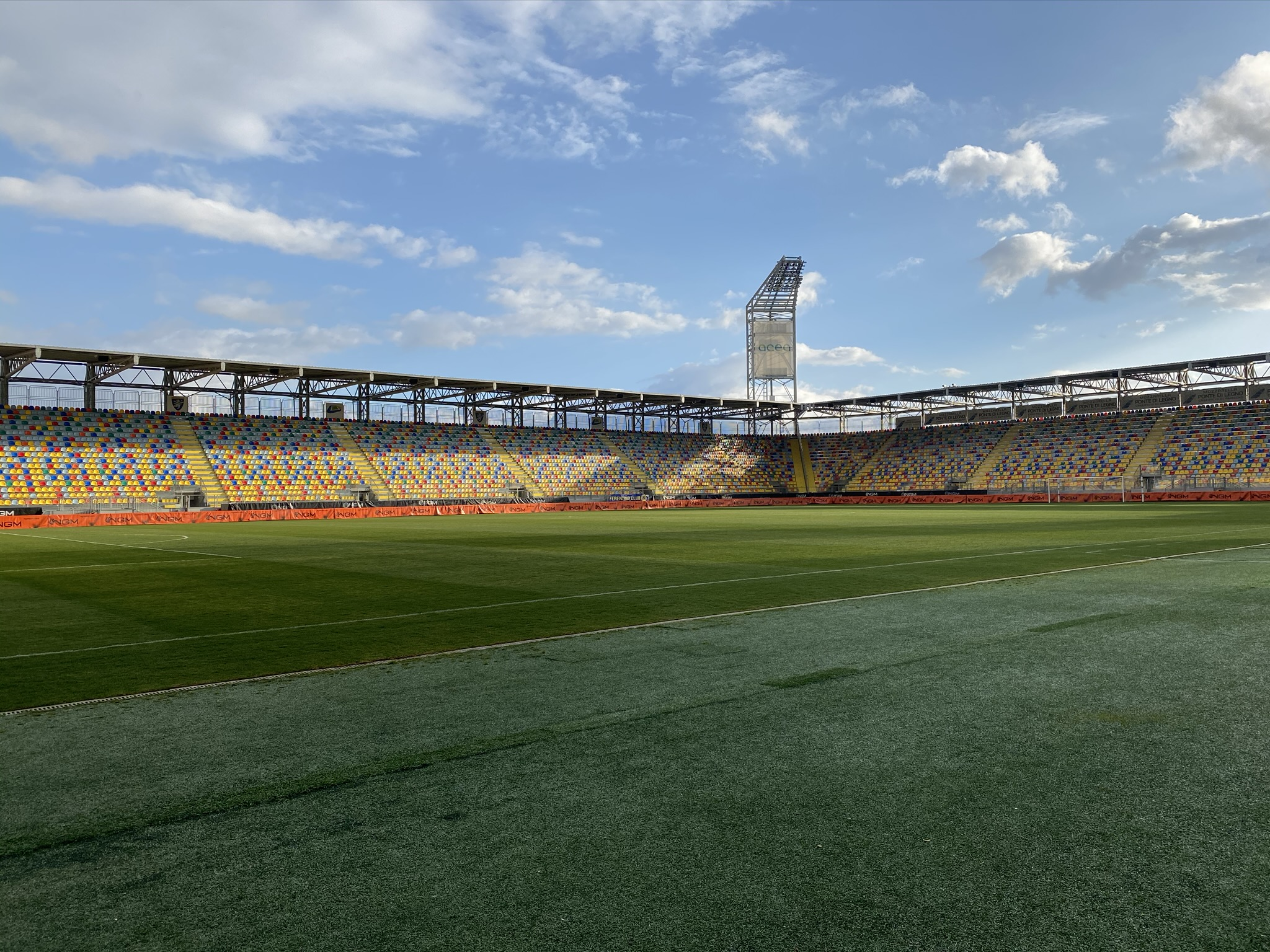
Стадіон Беніто Стірпе у 2020 році
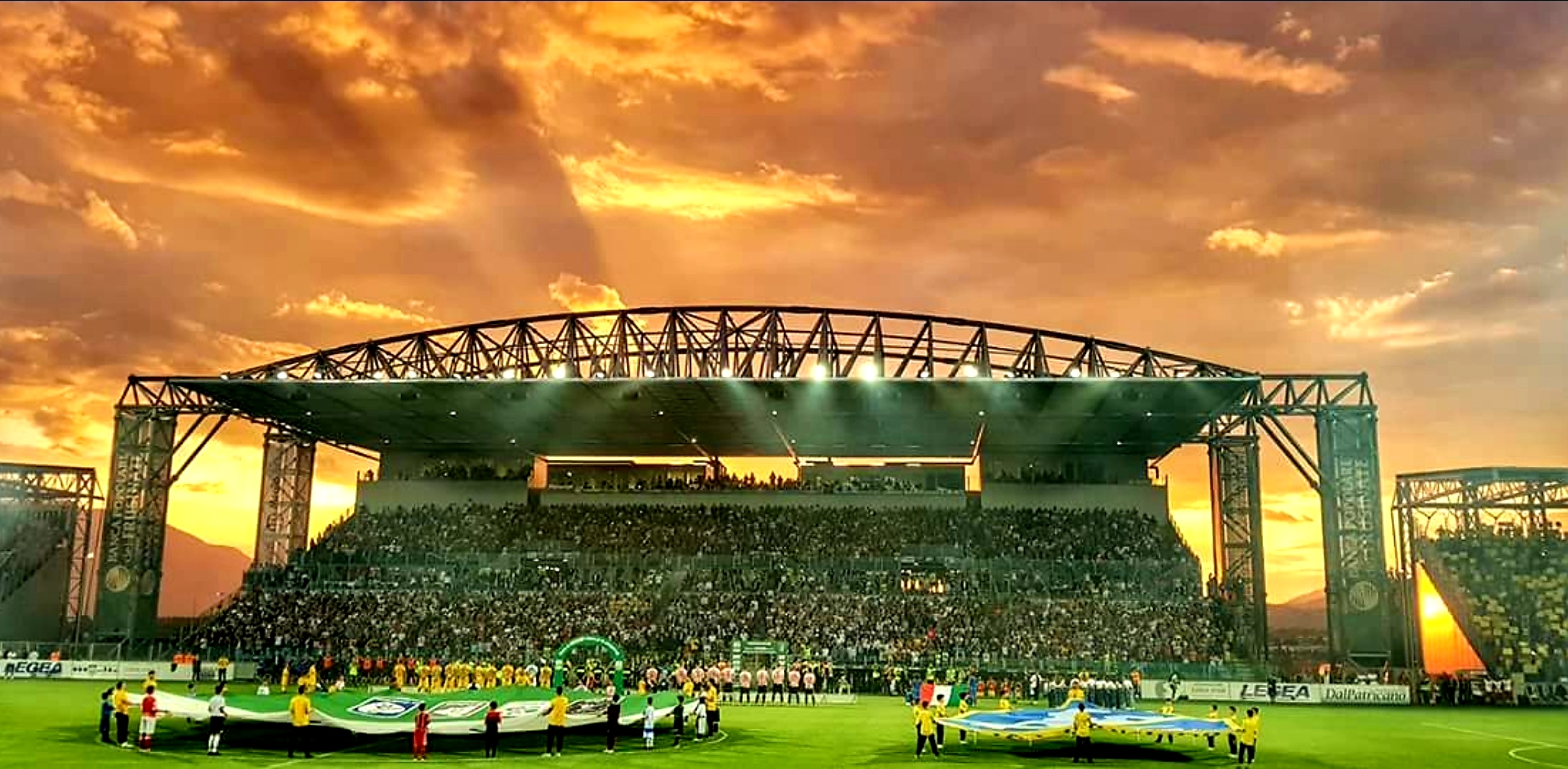
Головна трибуна (червень 2018)
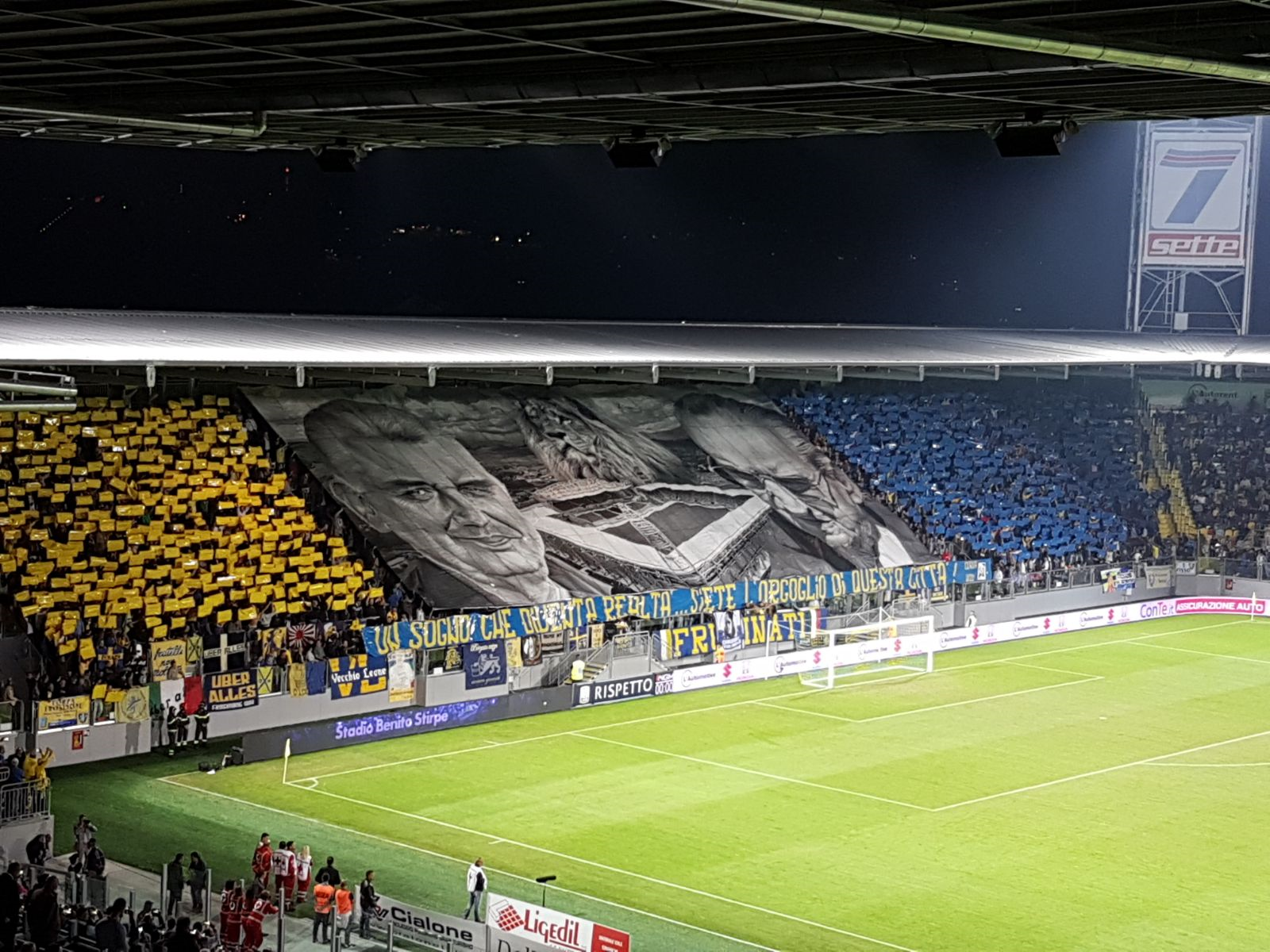
Північна трибуна (жовтень 2017)
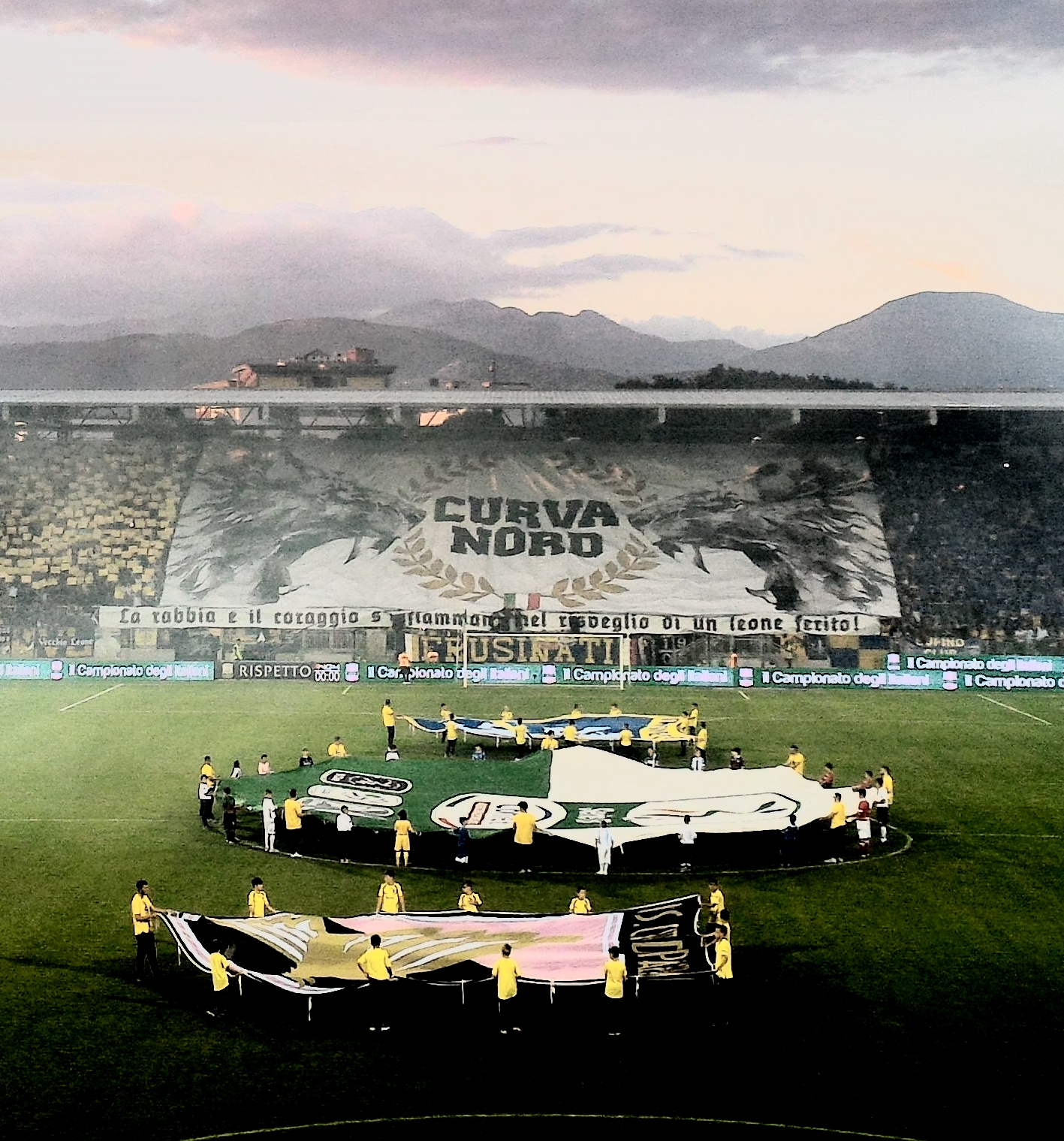
Північна трибуна (червень 2018)
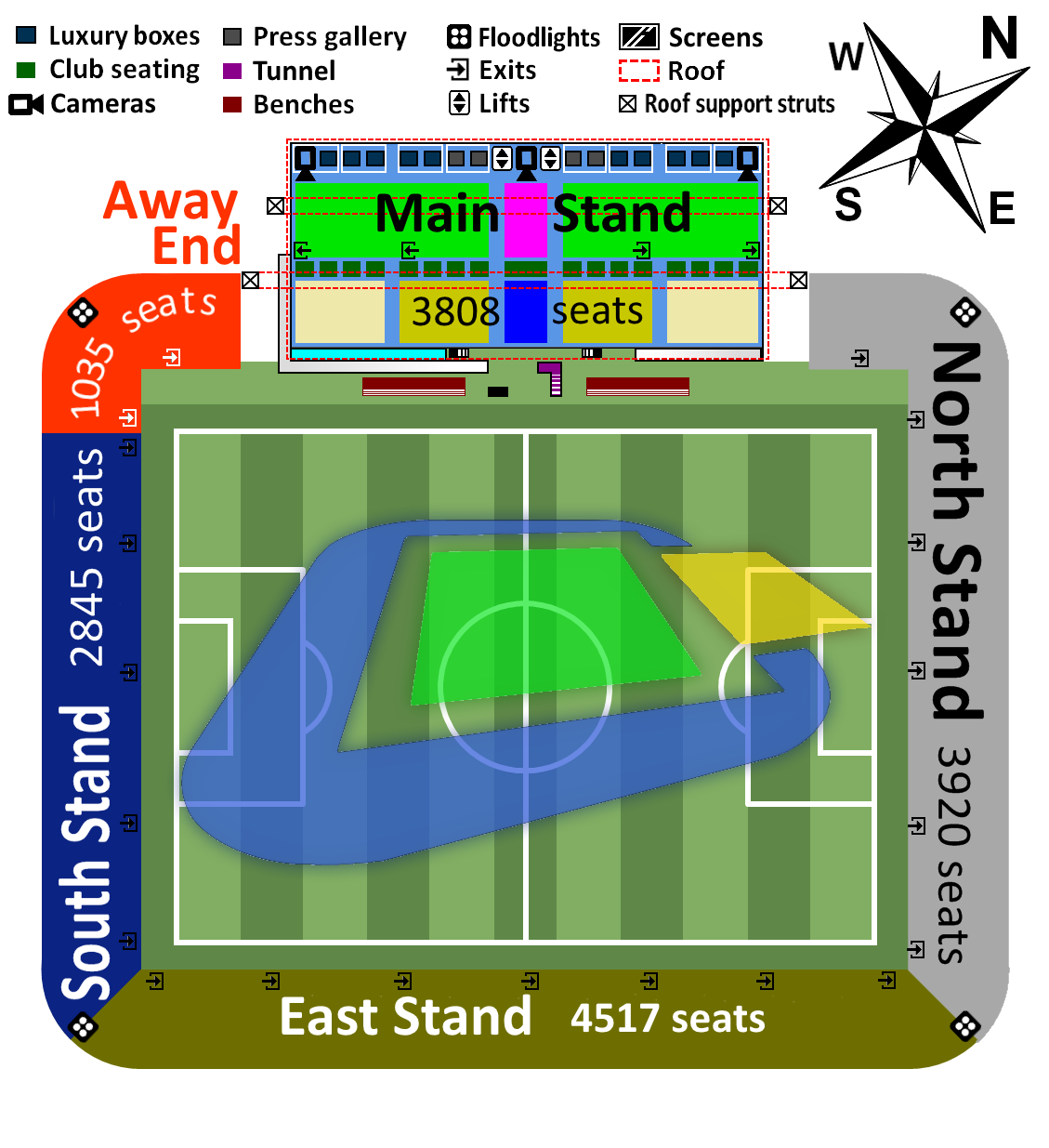
План Беніто Стірпе з назвами трибун та їх місткістю
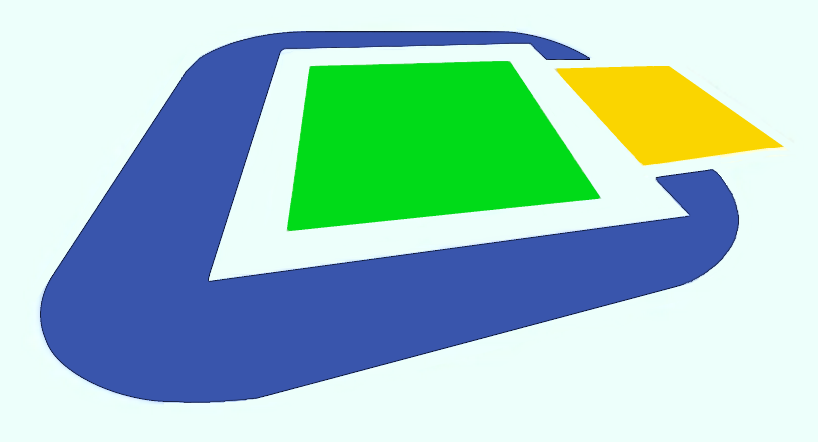
Офіційний логотип стадіо Беніто Стірпе
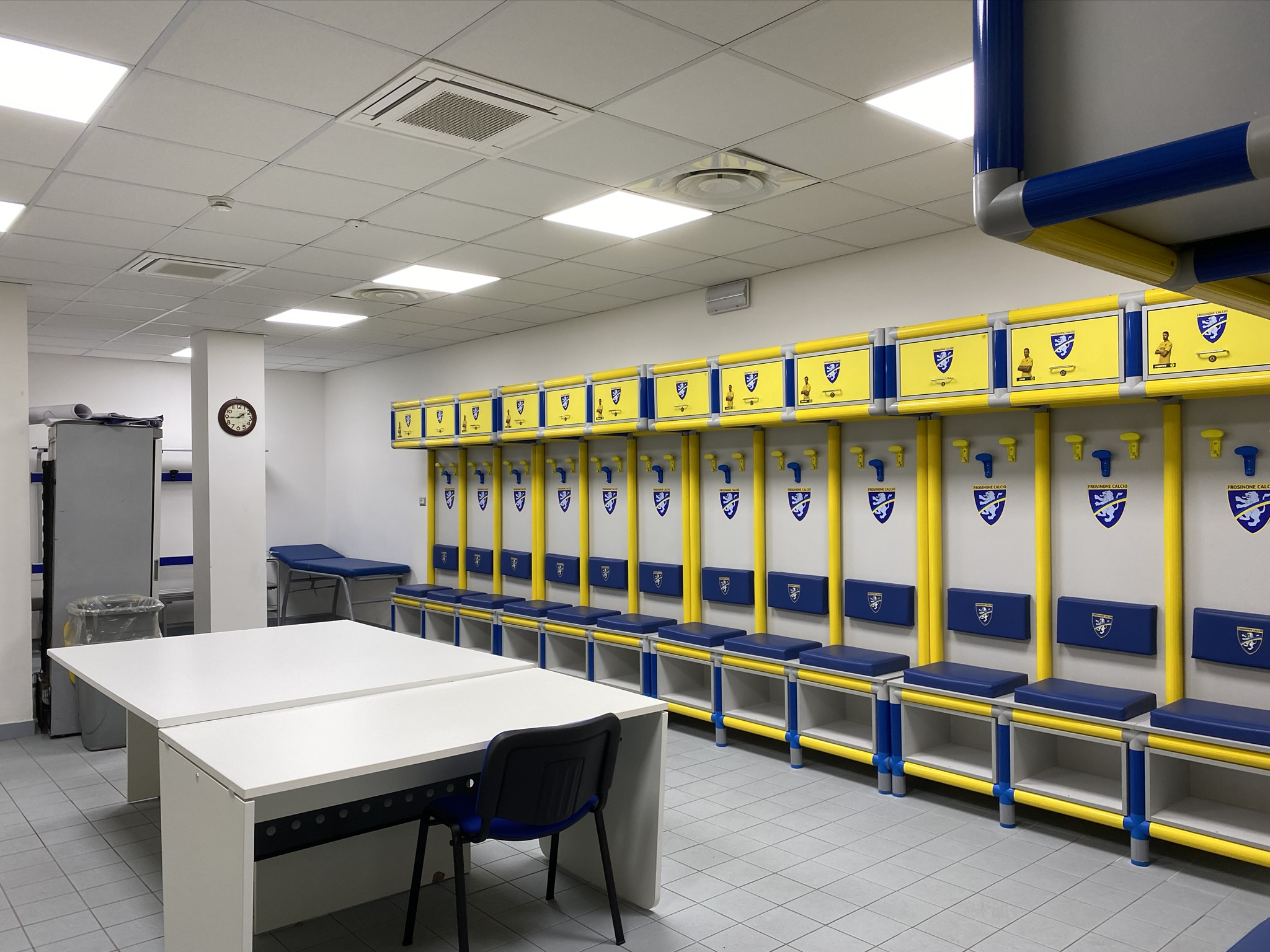
Роздягальня «Фрозіноне» на стадіоні «Беніто Стірпе»